# Шатарський Ярема Дмитрович
Ярема Дмитрович Шатарський (нар. 28 грудня 1963, м. Тисмениця, нині Україна) — український громадсько-політичний діяч. Голова Теребовлянської РДА (від 21 січня 2020 до 26 лютого 2021). Депутат Тернопільської районної ради (2021).

## Життєпис
Ярема Шатарський народився 28 грудня 1963 року в місті Тисмениці Івано-Франківської области, нині Україна.
Закінчив Київський державний інститут культури (1989), Тернопільську академію народного господарства (2003, нині — Західноукраїнський національний університет). 
Працював культорганізатором КП «Об'єднання парку м. Тернополя», викладачем Теребовлянського вищого училища культури (1990—1993), інспектором управління освіти, культури, науки виконавчого комітету Тернопільської міської ради (1993—1995), методистом Центру народної творчості Тернопільщини (1995—1997), консультантом відділу з гуманітарних питань (1997—1998) та помічником заступника голови (1998—2000) Тернопільської ОДА, помічником—консультантом народних депутатів України Михайла Ратушного (2000—2001) та Петра Устенка (2002—2006), старшим науковим співробітником Українського центру культурних досліджень (2001—2002), помічником Тернопільського міського голови (2008—2009), менеджером у ФО (2016—2018), головою Теребовлянської РДА (2020—2021), від 2021 — радник голови Тернопільської районної ради; директор Тернопільського обласного краєзнавчого музею.
Голова Тернопільського осередку Національної спілки краєзнавців України (від 2024).